# Veículo de modo duplo

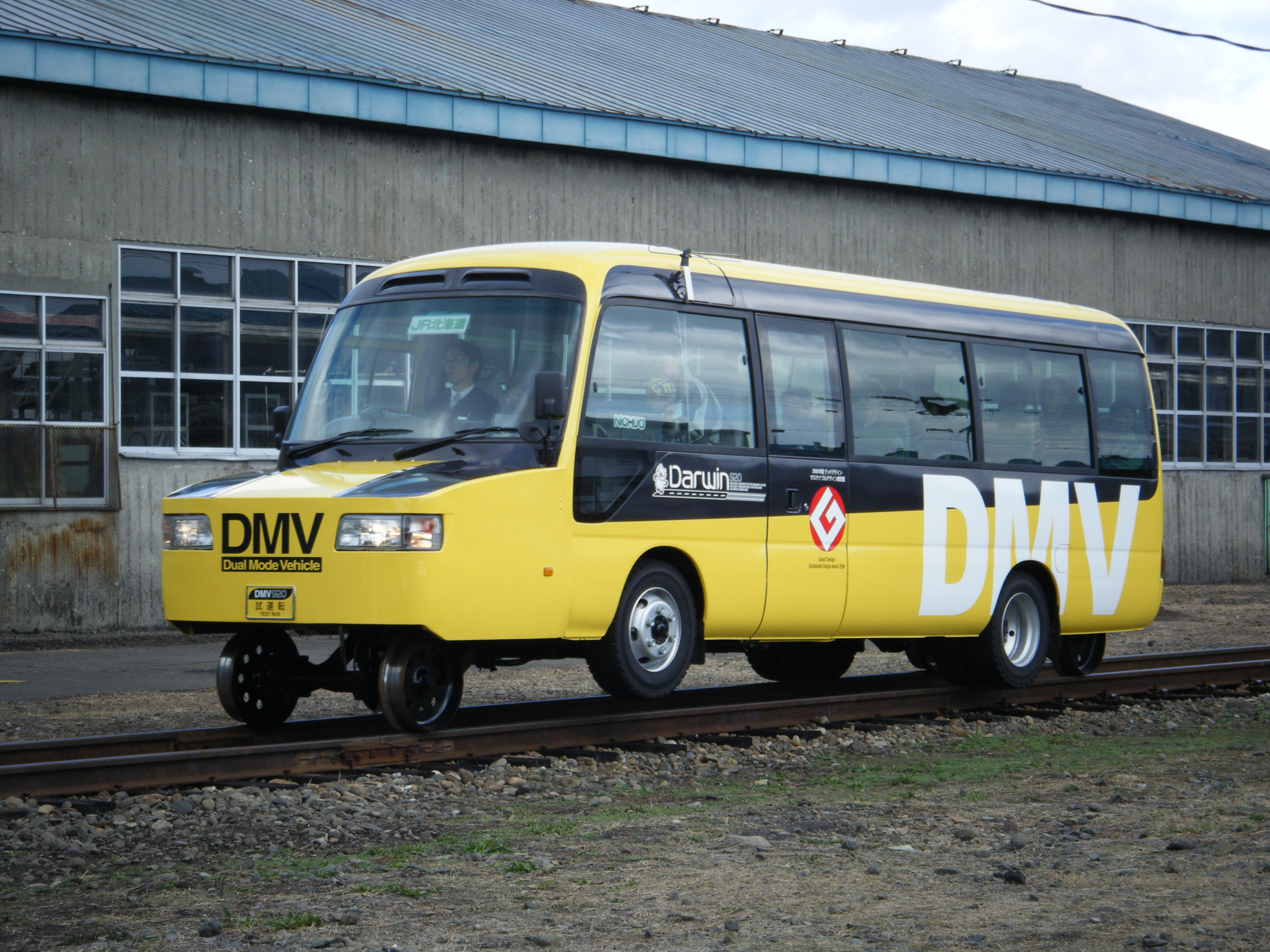
DMV Japonês

Um veículo de modo duplo (DMV) é um veículo que pode operar em superfícies de estrada convencionais, bem como uma via férrea ou uma via dedicada conhecida como "guia". O desenvolvimento desses veículos começou junto com os sistemas de transporte rápido pessoal na década de 1950 ou até mesmo antes. Os veículos de modo duplo geralmente são movidos a eletricidade e também funcionam em modo duplo para energia, usando baterias para distâncias curtas e baixas velocidades e energia alimentada por esteiras para distâncias mais longas e velocidades mais altas. Os veículos de modo duplo foram originalmente estudados como uma forma de tornar os carros elétricos adequados para viagens entre cidades sem a necessidade de um motor separado. O trânsito de modo duplo descreve os sistemas de transporte em que os veículos de modo duplo operam em vias públicas e em uma via ; usando assim dois modos de transporte. Em um sistema de trânsito de modo duplo típico, os veículos particulares comparáveis aos automóveis seriam capazes de viajar sob o controle do motorista na rua, mas depois entrar em uma via de guia, que pode ser uma forma especializada de ferrovia ou monotrilho, para viagens automatizadas por uma longa distância. Mais recentemente, a partir da década de 1990, surgiram vários sistemas de transporte de massa de modo duplo, mais notavelmente vários bondes com pneus de borracha e ônibus guiados . O subconjunto de veículos bimodal que utilizam trilhos e estradas convencionais são chamados de veículos rodoferroviários.

## Tecnologia
Semelhante aos trens modelo, a fonte de alimentação ao nível do solo é transportada através da pista de metal para o veículo. Por causa dos riscos à saúde com tensões mais altas em sistemas reais, o power rail só é ligado quando um veículo está cobrindo o trecho, para evitar que os pedestres sejam feridos. Este sistema é usado para bondes em Bordeaux é chamado de Alimentação par Sol.
Os veículos híbridos diferem dos veículos de modo duplo porque podem não ser alimentados por outra fonte de energia durante a operação.
Os sistemas de modo duplo em desenvolvimento incluem o TriTrack, o RUF, o CargoRail da Roam Transport e o JR Hokkaido DMV. O trânsito de modo duplo procura atender a um público semelhante ao trânsito rápido pessoal, mas com a capacidade de "viajar os primeiros e últimos quilômetros fora da via usando armazenamento de energia a bordo". Um recente sistema de trânsito de modo duplo foi colocado em operação em 25 de dezembro de 2021 pela Asa Seaside Railway Company na região de Shikoku.

## Logística
Nas principais vias arteriais urbanas um sistema de catenária pode atender tanto ao transporte público quanto aos transitários. Isso tem grandes efeitos sinérgicos tornando a operação dos trólebus mais eficiente por causa da receita adicional dos transitários. A operação de caminhões dual-mode não está vinculada ao sistema elétrico. A distância do centro logístico ao centro da cidade é percorrida de forma convencional. Também existe a possibilidade de atingir todos os clientes fora do sistema de catenária.

## Motivação
Cidades com baixa troca de ar (inversão) e altos índices de emissão ( particulados PM 10, PM 2.5, NO x, Ozônio) causados por veículos movidos a diesel, precisam de uma forma de reduzir grandes fontes de poluição. Os veículos comerciais movidos a diesel são os principais alvos por causa de suas altas emissões de NO x e PM causadas pela falta de controles de poluição suficientes. Veículos de modo duplo também são considerados como uma solução para o problema da primeira e última milha. O mesmo veículo de modo duplo pode fazer a viagem para uma estação e da estação usando a infraestrutura. 